# Le Champ de blé vert avec cyprès
Le Champ de blé vert avec cyprès est un tableau du peintre néerlandais Vincent van Gogh réalisé en 1889 à Saint-Rémy-de-Provence, en France, et conservé au Veletržní palác par la galerie nationale de Prague, à Prague, en Tchéquie.